# Yasser Seirawan
Yasser Seirawan (* 24. März 1960 in Damaskus/Syrien) ist ein US-amerikanischer Schach-Großmeister syrischer Abstammung; sein Vater war Syrer, seine Mutter Engländerin.

## Leben

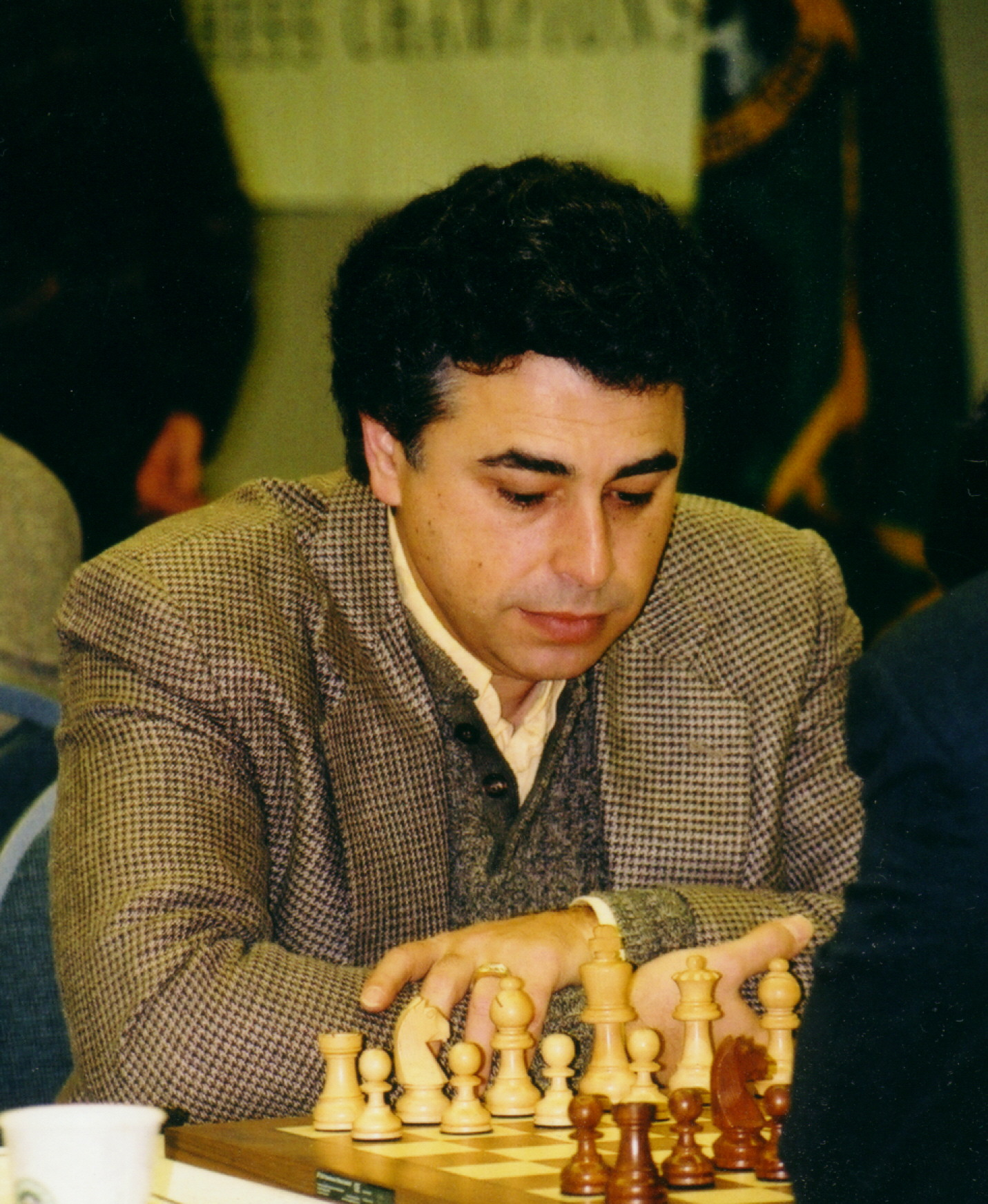
Yasser Seirawan bei der US-Meisterschaft in Seattle, Washington, 2003

Im Jahr 1964 emigrierte Seirawans Familie von Syrien nach Großbritannien. 1967 erhielt Seirawans Vater eine Anstellung bei Boeing und die Familie zog in die USA, zuerst nach Virginia Beach und 1972 nach Seattle. Der viermalige Meister der USA (1981, 1986, 1989 und 2000), der das Schachspiel mit zwölf Jahren erlernte, wurde 1979 in Skien Juniorenweltmeister U20 und erhielt 1980 den Großmeistertitel. Er entwickelte sich in den 1980er-Jahren zu einem der stärksten Spieler der Welt. 1980 siegte er gemeinsam mit Walter Browne in Wijk aan Zee. Er war Sekundant Viktor Kortschnois bei dessen Weltmeisterschaftskampf 1981 gegen Anatoli Karpow.

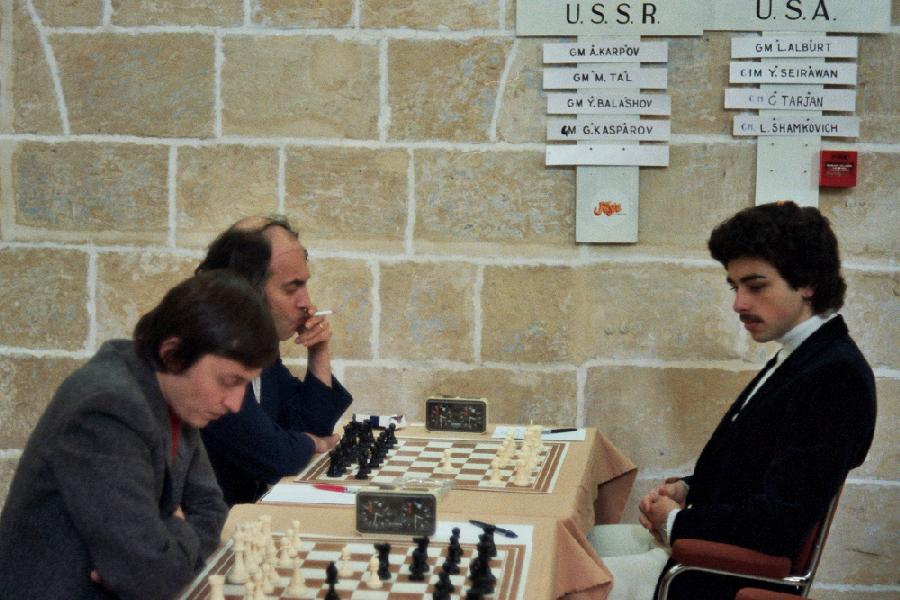
Schacholympiade 1980 auf Malta UdSSR-USA: Anatoli Karpow, Michail Tal, Yasser Seirawan

Seirawan gewann in den 1980er-Jahren eine Vielzahl von Turnieren, darunter zweimal (1983 und 1987) das bedeutende Open-Turnier von Lugano und das New York-Open (1985 und 1987). 1990 siegte er in Haninge vor dem Ex-Weltmeister Anatoli Karpow. Auf der Schacholympiade in Dubai 1986 besiegte er den damals amtierenden Weltmeister Garri Kasparow.
Zweimal gelang es ihm, sich für das Kandidatenturnier zu qualifizieren: 1985 wurde er beim Interzonenturnier von Biel Zweiter, 1987 beim Interzonenturnier von Subotica ebenfalls. Beim Kandidatenturnier von Montpellier 1985 wurde Seirawan Zehnter, bei den Kandidatenkämpfen 1988 schied er bereits im Achtelfinale gegen Jonathan Speelman (mit 1–4) aus. Seirawan besiegte 1992 in São Paulo den überraschend zum aktiven Schach zurückgekehrten Brasilianer Henrique da Costa Mecking mit 3,5:2,5 (+1 =5 −0). Ende der 1980er-Jahre brachte er eine Schachzeitung heraus, das Inside Chess-Magazin, das aber Ende der 1990er-Jahre sein Erscheinen wieder einstellte. Daneben publizierte Seirawan eine Reihe Schachbücher. Er ist auch ein beliebter Kommentator bei Schachturnieren. 2004 erhielt er den Titel FIDE Senior Trainer.

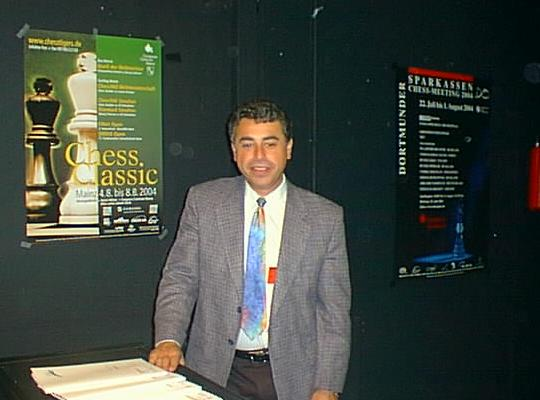
Yasser Seirawan im Pressezentrum der Dortmunder Schachtage 2004

Seirawan war Initiator der Übereinkunft von Prag 2002, einem damals gescheiterten Versuch, die beiden konkurrierenden Weltmeistertitel wieder zu vereinen. Im September 2003 erklärte Seirawan zwar seinen Rücktritt vom Schach, besuchte aber 2004 die Dortmunder Schachtage und nahm weiterhin regelmäßig bis 2012 an der Niederländischen Mannschaftsmeisterschaft teil. Seirawan ist mit der niederländischen Schachspielerin Yvette Nagel (FIDE-Meisterin der Frauen), der Tochter des ehemaligen niederländischen Politikers Jan Nagel, verheiratet und wohnt in Hilversum.
Seirawan läge im Februar 2015 auf dem achten Rang der Elo-Liste der Vereinigten Staaten sowie auf Rang 186 der Weltrangliste, er wird jedoch als inaktiv geführt, da er seit den im August 2012 in Vancouver (Washington) ausgetragenen Annual US Open keine gewertete Partie mehr gespielt hat. Zuletzt war er unter den besten 40 der Welt im Jahre 2001.
Zusammen mit Bruce Harper hat Yasser Seirawan im Jahr 2007 eine eigene Schachvariante, Seirawan-Schach, herausgebracht.

## Nationalmannschaft
Mit der Mannschaft der Vereinigten Staaten nahm Seirawan an den Schacholympiaden 1980, 1982, 1986, 1988, 1990, 1992, 1994, 1998, 2000 und 2002 teil. Mit der Mannschaft erreichte er zwei zweite (1990 und 1998) und zwei dritte (1982 und 1986) Plätze, in der Einzelwertung gelang ihm 1994 am vierten Brett das beste Ergebnis, 1980 und 2002 jeweils am zweiten Brett das zweitbeste Ergebnis. Außerdem nahm er an den Mannschaftsweltmeisterschaften 1989 und 2011 teil.

## Vereine
In der niederländischen Meesterklasse spielte Seirawan von 2000 bis 2012 für die Hilversums Schaakgenootschap, mit der er 2008, 2009, 2010 und 2011 niederländischer Mannschaftsmeister wurde.

## Veröffentlichungen (Auswahl)
- mit Jeremy Silman: Play winning chess. An introduction to the moves, strategies, and philosophy of chess from the U.S.A.'s ♯1-ranked chess player. Redmond Wash, Tempus 1990, ISBN 1-55615-271-X.
- mit Jon Tisdall: Five crowns. Kasparov–Karpov 1990. International Chess Enterprises, Seattle 1991, ISBN 1-879479-02-8.
- mit George Stefanović: No Regrets. Fischer–Spassky 1992. International Chess Enterprises, Seattle 1992, ISBN 1-879479-09-5.
- mit Nikolay Minev: Take my rooks. International Chess Enterprises, Seattle 1992, ISBN 1-879479-01-X.
- Winning Chess Brilliancies. Everyman Verlag, 2003, ISBN 1-85744-347-0.
- My best games (DVD). Chessbase, Hamburg 2010, ISBN 978-3-86681-158-4.
- Chess duels. My games with the world champions. Gloucester Publishers, London 2010, ISBN 978-1-85744-587-9.